# L'Homme amphibie
L'Homme amphibie (en russe : Человек-амфибия) est un roman de science-fiction soviétique de l'écrivain Alexandre Beliaev publié dans la revue Autour du Monde en 1928. L'ouvrage a connu un grand succès en URSS, où il est devenu un véritable classique.

## Personnages
- Ichtiandre : l'homme amphibie, baptisé le « Démon de la mer » par la rumeur locale.
- Le docteur Salvator : médecin, auteur de nombreuses expériences médicales et zoologiques, père d'Ichtiandre
- Zurita : Indien Arawak, pêcheur de perles âpre au gain et propriétaire de la goélette La Méduse. Il se met en tête de capturer l'homme amphibie, car il en espère un grand rendement pour la pêche aux perles.
- Cristo : frère de Zurita. S'introduit chez le mystérieux docteur Salvator en vue d'informer son frère. Il devient l'homme de confiance du médecin.

## Résumé
L'action de se déroule en Argentine, dans la région de Buenos Aires, et au large de la capitale argentine au début du XXe siècle, quelques années après la fin de la Première Guerre mondiale.
Le roman s'ouvre sur le pont de La Méduse, une goélette équipée pour la pêche à l'huile perlière. Depuis quelque temps, la nervosité règne à bord, en raison d'une succession d'événements bizarres. Une mystérieuse apparition (homme, animal ou entité surnaturelle, personne ne sait vraiment) trouble la quiétude des marins, souvent de nuit.
Un matin, c'est la totalité des chaloupes qui ont été détachées. Puis, l'apparition est enfin sinon identifiée avec certitude, du moins clairement détectée alors qu'elle chevauche un dauphin. Zurita, le propriétaire du navire voit immédiatement le profit qu'il pourrait tirer s'il parvenait à mettre la main sur le « démon de la mer », ainsi que la rumeur publique dénomme cette étrange entité.
Mais sa première tentative de capturer le « démon de la mer » est un échec complet. Il ne démord pas de son idée et décide de prendre le problème différemment.
Un certain Cristo, un Indien se présente, sans être annoncé, chez le docteur Salvator, un mystérieux médecin très réputé de Buenos-Aires, avec une fillette qu'il présente comme étant sa propre petite-fille. Le médecin accepte de la soigner et la guérit. Cristo revient quelques jours plus tard rechercher sa jeune protégée. Il est si ému qu'il prétend vouloir se mettre le restant de sa vie au service du docteur. En fait, il ne s'agit que d'une ruse, en vue de gagner la confiance du médecin.
Cristo est alors accueilli dans la villa privée du docteur, d'abord dans son mystérieux jardin. Là, Cristo découvre, stupéfait, quantité de plantes extraordinaires et d'animaux chimériques, vraisemblablement fruits des expériences médicales du docteur Salvator : des jaguars-chiens qui rugissent au lieu d'aboyer, cactus gigantesques, verges de pêchers et d'oliviers couvrant des fleurs bigarrées, lézards à six pattes, serpents à deux têtes ou se tenant sur ses paires, porcelet à un seul œil, rat siamois à deux corps jamais d'accord, chien surmonté d'un singe en excroissance...
Cristo finit cependant par habituer à ces monstres, mais il reste inquiet, car tous les autres serviteurs, noirs pour la plupart, semblent muets. Le médecin l'a d'ailleurs prévenu : s'il parlait de ce qu'il voyait, il aurait la langue coupée.
Le jardin semble aussi être constitué d'enceintes concentriques impossibles à franchir et fermées au non-initié.
Zurita et Cristo sont déterminés à s'emparer du docteur Salvator. Ils organisent un vrai faux guet-apens, dont cristo parvient à sauver le docteur, ce qui lui vaut une promotion et une généreuse récompense. Un jour cependant, Cristo parvient à franchir une barrière intérieure du jardin et découvre l'existence d'un singe sous-marin. 
Salvator survient alors, et c'est par miracle que Cristo parvient à rejoindre la zone autorisée et à donner le change. Spontanément, Salvator lui montre alors comment passer la barrière et l'emmène vers un lieu plus extraordinaire encore, l'antre dans lequel se tient son fils Ichtiandre, l'homme amphibie. Ayant besoin d'un nouveau serviteur pour son fils, Salvator nomme alors Cristo à ce poste clé.

## Source d'inspiration
Il est probable que l'histoire de L'Homme amphibie ait été en partie inspirée par le roman L'Homme qui peut vivre dans l'eau de Jean de La Hire publié en 1908. En effet, il existe entre les deux romans de nombreuses similitudes : un homme se fait greffer des branchies de requin par un savant, une histoire d'amour impossible entre l'homme-poisson et une femme, et un nom très semblable "l'Hictaner" chez Jean de La Hire et "l'Ichtiandre" chez Beliaev. 
Même s'il est établi qu'Alexandre Beliaev ne lisait pas le français, L'Homme qui peut vivre dans l'eau est paru en russe anonymement dans la revue L'Assemblée en 1909 sous le titre de L'Homme-poisson, puis de nouveau en 1911 dans la revue Le Monde sous le nom Iktaner et Moizetta.

## Postérité

### Adaptation au cinéma
Le roman a connu une adaptation cinématographique en 1961, Le Tarzan des mers, film soviétique de Vladimir Chebotaryov avec Anastasia Vertinskaïa et Mikhaïl Kozakov.

## Éditions en français
- Alexandre Beliaev (trad. du russe par Catherine Emery), L'Homme amphibie, Moscou, Radouga, coll. « Aventure et science-fiction », 1988, 192 p. (ISBN 5-05-002072-7)
- Alexandre Beliaev (trad. du russe par Fabrice Gex), L'Homme amphibie, Lausanne, L'Âge d'Homme, coll. « Classique slaves », 2014, 266 p. (ISBN 978-2825143247, présentation en ligne)